# 拉米·优素福
拉米·优素福（英語：Ramy Youssef，埃及阿拉伯語發音：[ˈɾɑːmi ˈjuːsɪf]，1991年3月26日—），美国单口喜剧演员、影视演员、编剧，凭借Hulu连续喜剧《拉米的瘋狂美國夢》中拉米·哈桑一角知名，凭借该剧赢得金球奖音乐及喜剧类剧集最佳男主角。

## 早年
优素福生于纽约皇后区，父母是埃及人。他在穆斯林家庭长大，遵守伊斯兰节日习俗，一直学习伊斯兰教。高中就读于新泽西州拉瑟福德拉瑟福德高中。之后赴罗格斯大学纽瓦克分校学习政治学和经济学，临近毕业加入威廉·埃斯珀工作室后辍学

## 生涯
优素福的演艺生涯首秀是在尼克尼特频道情景喜剧《菜鸟老爹》中担任主角。节目播出期间，优素福曾亲临编剧室，这段经历最终使得他于2019年推出了自己的节目。
2017年，优素福亮相《斯蒂芬·科尔伯特晚间秀》，担任常规单口喜剧表演嘉宾
优素福自导自演的电视剧《拉米的瘋狂美國夢》于2019年4月19日上线Hulu，共10集。在剧中，优素福所扮演的主角讲述了一位出生在移民家庭的第一代美国千禧世代穆斯林在美国的经历。第一季首播后不久，Hulu便续订第二季，计划在2020年首播。2020年1月，优素福凭借该剧赢得金球奖。
2019年6月，优素福出演HBO单口喜剧特辑《拉米·优素福：这个感觉》（Ramy Youssef: Feelings）。
《拉米》首播后，优素福与A24签署了电视节目合约。截至2019年12月，优素福有两档正在开发的节目，一部在Apple TV+，一部在Netflix。

## 影视作品

### 电影
| 年份 | 作品           | 角色             | 注释     |
| ---- | -------------- | ---------------- | -------- |
| 2016 | 《惱爸偏頭痛》 | Coder in Kitchen |          |
| 2018 | 《笑畫人生》   | Drinker          |          |
| 2023 | 《可憐的東西》 | 麥斯·麥坎德利斯  |          |
| 2023 | 《星願》       | 薩菲             | 配音演员 |
| TBA  | 《Hump》       | Omar             | 配音演员 |

### 电视剧
| 年份      | 作品                          | 角色          | 注释                         |
| --------- | ----------------------------- | ------------- | ---------------------------- |
| 2012–2014 | 《菜鸟老爹》                  | Kevin Kostner | 主角                         |
| 2013      | 《技高一筹出品》              | Scars         |                              |
| 2015      | 《家有四宝》                  | Ty            |                              |
| 2016      | 《戈蒂姆·吉本斯的平凡街生活》 | Lennon        |                              |
| 2017      | 《駭客軍團》                  | Samar Swailem | 常规角色                     |
| 2019      | 《拉米·优素福：这个感觉》     | 自己          | 主角、编剧、执行制片         |
| 2019–至今 | 《拉米的瘋狂美國夢》          | 拉米·哈森（Ramy Hassan） | 主角、创剧人、编剧、执行制片 |

## 奖项和提名
| 年份 | 组织             | 奖项                       | 提名作品                  | 结果 |
| ---- | ---------------- | -------------------------- | ------------------------- | ---- |
| 2019 | 评论家电视选择奖 | 最佳喜剧男主角             | 《拉米的瘋狂美國夢》      | 提名 |
| 2019 | 金球獎           | 音乐及喜剧类剧集最佳男主角 | 《拉米的瘋狂美國夢》      | 獲獎 |
| 2019 | 哥譚獨立電影獎   | 电视短剧突破奖             | 《拉米的瘋狂美國夢》      | 提名 |
| 2020 | 国编剧工会奖     | 最佳喜剧及综艺类特辑       | 《拉米·优素福：这个感觉》 | 提名 |
| 2020 | 黄金时段艾美奖   | 喜剧类剧集最佳男主角       | 《拉米的瘋狂美國夢》      | 提名 |
| 2020 | 黄金时段艾美奖   | 喜剧类剧集最佳导演         | 《拉米的瘋狂美國夢》      | 提名 |